# 허리케인 어마
허리케인 어마(Hurricane Irma)는 2017년 8월 30일경 카리브해에서 발생한 허리케인이다. 또한 허리케인 어마는 강력한 위력을 지닌 초대형 허리케인으로 발달하였으며, 이는 2013년 필리핀에 큰 피해를 준 하이옌(HAIYAN)에 견줄 만한 정도이다.
발생 이후 5등급까지 발달하였으며, 바부다섬에서 1명, 세인트마틴 섬에서 6명 등의 사망자가 발생하고, 일대 섬이 초토화되었다. 미국 상륙전 다소 약화될 것으로 전망되었으며, 플로리다주(州)에 상륙하여 최소 3명의 사망자가 발생하고, 약 300만 가구 이상이 정전 피해를 입었다. 이후 11일에는 열대폭풍으로 약화되었다.

## 이동 경로
8월 30일경 발생하여, 9월 7일 리워드 제도를 지나 8일 쿠바, 10일경에는 미국 플로리다주로 진출·상륙하였다.

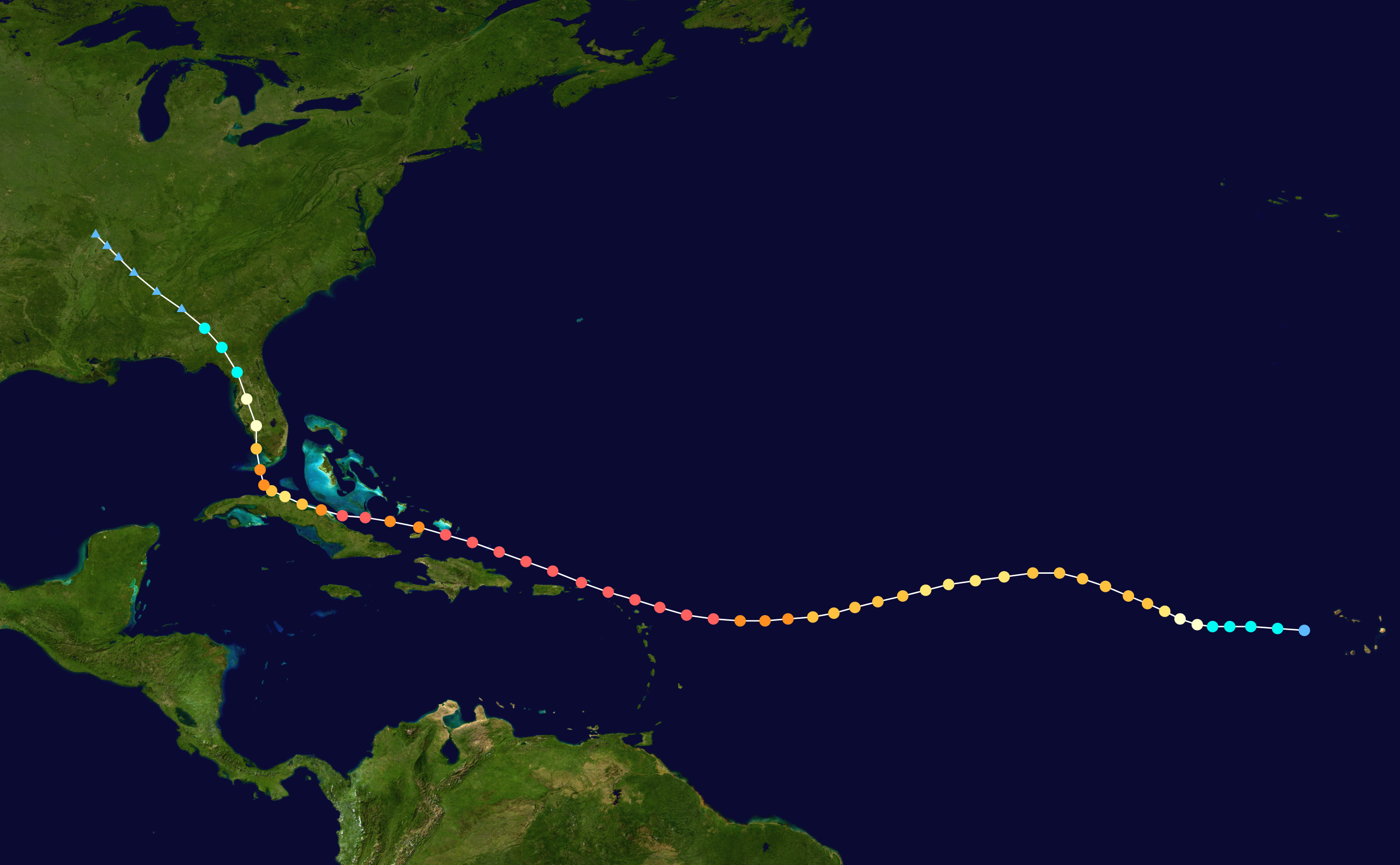
허리케인 어마의 이동경로

## 같이 보기
- 2017년 북대서양 허리케인
- 사피어-심프슨 허리케인 등급